# Eidos Interactive
Eidos Interactive Limited war ein hauptsächlich als Publisher tätiger Computerspielhersteller mit Hauptsitz in Wimbledon, Großbritannien, und Niederlassungen u. a. in Frankreich, Deutschland, Australien, Spanien, USA und Japan. Eidos wurde vor allem bekannt für seine Spielereihen Tomb Raider und Hitman. 2005 wurde das Unternehmen von der SCi Entertainment Group übernommen, die ab 2008 bis April 2009 ebenfalls unter dem Namen Eidos plc auftrat. Mit Übernahme des Mutterkonzerns durch den japanischen Publisher Square Enix und dessen Umfirmierung zu Square Enix Europe wurde der alte Firmennamen aufgegeben und lediglich noch vom kanadischen Entwicklerstudio Eidos Montreal weiter genutzt. 

## Unternehmensgeschichte
Als die Firma 1990 gegründet wurde, war sie zunächst spezialisiert auf Videokompressions-Verfahren (Eidos Software Codec). 1995 übernahm Eidos plc die Spieleentwickler Domark Software (Kaufpreis: 12,9 Mio. britische Pfund), Simis (1,8 Mio. Pfund) und Big Red Software (350.000 Pfund) und verlegte damit das Geschäftsfeld auf die Entwicklung von Computerspielen. Im Folgejahr fusionierten alle vier Unternehmen zur Eidos plc. Ebenfalls 1996 erwarb Eidos den britischen Publisher CentreGold, bestehend aus U.S. Gold, CentreSoft und dem Entwicklerstudio Core Design. Die Übernahme kostete Eidos 17,6 Millionen Pfund. Core Design brachten noch im Jahr der Übernahme das Action-Adventure Tomb Raider auf den Markt. Das Spiel erwies sich als herausragender Verkaufserfolg. Es brachte Eidos 1998 auf dem Weltwirtschaftsforum die Auszeichnung als das weltweit am schnellsten wachsende Unternehmen und die Spielfigur Lara Croft erlangte derartige Popularität, dass sie über die Grenzen der Spielebranche hinaus Eingang in die Popkultur fand.
Ende 1996 schloss Eidos zusätzlich ein Abkommen mit dem neu gegründeten Entwicklerstudio Ion Storm über die Entwicklung von sechs Spielen. Das u. a. von den Doom-Entwicklern John Romero und Tom Hall gegründete Unternehmen galt als aufstrebender Stern am Entwicklerhimmel und Eidos konnte sich in einem Bieterwettstreit gegen etablierte Mitbewerber wie Activision durchsetzen, nicht ahnend, dass die von beiden Seiten hochgesteckten Ziele durch die schlechte Organisation des Studios und interne Streitigkeiten in den Folgejahren weit verfehlt würden. 1998 übernahm Eidos für 47,5 Millionen US-Dollar den amerikanischen Entwickler Crystal Dynamics.
1999 übernahm Eidos die Mehrheitsanteile an Ion Storm. 2001, kurz nach dem enttäuschenden Verkaufsstart von Anachronox, schloss Eidos Ion Storms ursprüngliches Gründungsstudio in Dallas. Das Zweigstudio in Austin blieb vorerst erhalten. Im Juni 2003 übertrug Eidos die Weiterentwicklung seiner wichtigsten Marke Tomb Raider an seine Tochter Crystal Dynamics. Grund waren die enttäuschenden Verkaufszahlen und Kritiken von Core Designs Tomb Raider: The Angel of Darkness. Da 2003 die Geschäftsbeziehungen zwischen Eidos und dem britischen Entwickler Sports Interactive endeten, gründete der Publisher die interne Entwicklungsabteilung Beautiful Game Studios für die Fortführung seines Fußballmanagers Championship Manager. Im März 2004 erwarb Eidos IO Interactive für 23 Millionen Pfund.
Februar 2005 wurde Ion Storm Austin geschlossen und das Unternehmen konzentrierte seine US-Repräsentanz auf Crystal Dynamics und die Fortführung von Tomb Raider. Insgesamt verschärften sich die finanziellen Probleme in Folge eines schlechten Geschäftsjahres 2004 und der anstehenden Ablösung eines Bankkredits über 23 Mio. Pfund. Daraus entspann sich ein Übernahme-Wettbewerb um das Unternehmen. Mit Unterstützung von Eidos’ Board of Directors bot zunächst die Investmentfirma Elevation Partners unter John Riccitiello 71 Millionen britische Pfund in bar. Nur einen Tag später bot der Mitbewerber SCi Entertainment 76 Millionen Pfund in Form eines Aktientauschs im Verhältnis 1:6. SCi konnte innerhalb weniger Tage einen ausreichenden Stimmenanteil hinter sich bringen, die Elevation Partners’ Ziel mindestens 75 % der Unternehmensanteile zu erwerben unmöglich machte. Im April signalisierte Eidos’ Board schließlich die Unterstützung für SCis Angebot. Mit Abschluss der Übernahme im Mai 2005 trat das bisherige Board, darunter Ian Livingstone, absprachegemäß am 17. Mai 2005 geschlossen zurück und wurde durch SCis Board of Directors um CEO Jane Cavanagh ersetzt. Alle strategischen Entscheidungen gingen seither von SCi aus, etwa der Verkauf von Core Design 2006 an Rebellion. Eidos Interactive diente SCi im Gegenzug als Publishing-Label, unter dem alle Spiele des Unternehmens veröffentlicht wurden. Daraus resultierte eine allgemein höhere Bekanntheit als die des Mutterkonzerns. 2008 benannte sich SCi deshalb selbst ebenfalls in Eidos plc um.
Im Februar 2009 kündigte Square Enix an, Eidos Interactives Mutterkonzern Eidos plc übernehmen zu wollen. Anfang März einigten sich die beiden Unternehmen auf einen Kaufpreis von 84,3 Millionen britische Pfund (~ 120 Millionen US-Dollar). Am 25. März 2009 stimmten die Eidos-Aktionäre auf einer Mitgliederversammlung schließlich für die Übernahme durch Square Enix. Durch die Übernahme von Square Enix wurde Eidos plc mit den europäischen Publishingaktivitäten der neuen Mutter zu Square Enix Europe zusammengelegt und das Publishinglabel endgültig aufgegeben. Lediglich die Entwicklerstudios Eidos Montreal und Eidos Shanghai behielten ihre Namen.

## Sonstiges
Die Eidos GmbH Deutschland sorgte 2005 u. a. für Aufsehen in der Filesharing-Szene, indem sie ihre Werke mittels der Firma Logistep AG in Tauschbörsen überwachen ließ und anschließend über eine Anwaltskanzlei entsprechende Abmahnungen mit Schadenersatzforderungen geltend machte.
Im Dezember 2007 gab es etliche Pressemitteilungen über Eidos (z. B. Heise), die auf das amerikanische Spielemagazin GameSpot erfolgreich Druck ausgeübt hatten, einen dort angestellten Redakteur zu entlassen. Der Redakteur hatte das Spiel Kane & Lynch: Dead Men mit nur 6,0/10,0 Punkten bewertet und in einer Videobewertung gesagt, „Kane & Lynch: Dead Men ist ein hässliches, hässliches Spiel“. Eidos hatte bei dem Portal für Kane & Lynch großflächig Werbung geschaltet und der Inhaberin von GameSpot, CNET, gedroht, das sechsstellige Werbebudget für 2008 zu streichen.
Zusätzlich warb Eidos zu dieser Zeit auf der offiziellen Webseite mit Wertungen und Test-Zitaten, die es so nicht gegeben hatte. Den Angaben der Webseite zufolge hatten Gamespy und Game Informer dem Spiel fünf von fünf Sternen bzw. eine maximale Wertung gegeben. Bei Gamespy hatte das Spiel allerdings drei von fünf Sternen erhalten und Game Informer arbeitet nicht mit einem Fünfer-System und hatte das Spiel auch nur mit 70 von 100 Punkten bewertet. Das auf der Webseite verwendete Gamespy-Zitat war zudem nicht dem Test, sondern einem „Preview“ entnommen worden. Auch das Zitat aus der Game Informer lässt sich im dortigen Review nicht finden. Auf der deutschen Fassung der Webseite wurde zu dieser Zeit außerdem noch auf ein Review von Kotaku verwiesen, wo es ebenfalls angeblich fünf von fünf Sternen gab. Auch hier gilt: Sowohl die Wertung als auch das genannte Zitat entstammen nicht dem eigentlichen Test.
Zusätzlich soll Eidos im Juli 2009 laut einem Blogeintrag des RAM Raider die Veröffentlichung von Tests zum Actionspiel Batman: Arkham Asylum bis zum Ende des Monats untersagt haben. Ausgenommen davon sollen jedoch Magazine sein, die dem Spiel eine Wertung von mehr als 90 Punkten geben und den „dunklen Ritter“ auf ihr Cover drucken. RAM Raider behauptet deshalb, Tests, die vorzeitig erscheinen, seien „gekauft“.

## Ehemalige Entwicklerstudios
- Eidos London Studios
- Beautiful Game Studios (Gründung 2004)
- Core Design (Übernahm 1996, Verkauf 2006)
- Crystal Dynamics (Übernahme 1998)
- Eidos Montreal (Gründung 2007)
- Eidos Shanghai (Gründung 2008)
- IO Interactive (Übernahme 2004)
- Ion Storm Dallas (Übernahme 1999, Schließung 2001)
- Ion Storm Austin (Übernahme 1999, Schließung 2005)

## Bekannte Spiele
- Revenant
- Fighting-Force-Serie
- Commandos-Serie
- Legacy-of-Kain-Serie
- Tomb-Raider-Serie
- Akte Europa
- Gex-Serie
- Deus-Ex-Serie
- Hitman-Serie
- Imperial Glory (03/2005)
- Joint Strike Fighter - JSF (12/1997)
- Just Cause
- Lego Star Wars (04/2005)
- Links-LS-Golfsimulation
- Project I.G.I.
- Project: Snowblind (02/2005)
- Thief-/Dark-Project-Reihe
- TimeSplitters-Serie
- Total Overdose (09/2005)
- Reservoir Dogs (2006)
- Chili con Carnage (2006)
- Kane & Lynch: Dead Men (2007)
- Age of Conan (2008)
- Batman: Arkham Asylum (2009)
- Battlestations: Pacific (2009)
- Wer wird Millionär?-Reihe
- Three Kingdoms: Im Jahr des Drachen
- Gangsters: Organisiertes Verbrechen
- Gangsters 2
- Creepy Evil
- Zombie Arena
- Bounty of Blood
- Killshot
- Dead of Zombie
- Rain